# Округ Дикенс (Тексас)
Округ Дикенс (енгл. Dickens County) је округ у америчкој савезној држави Тексас. По попису из 2010. године број становника је 2.444.

## Демографија
Према попису становништва из 2010. у округу је живело 2.444 становника, што је 318 (11,5%) становника мање него 2000. године.
| Група             | 2000.         | 2010.         |
| Белци             | 1.857 (67,2%) | 1.590 (65,1%) |
| Афроамериканци    | 226 (8,2%)    | 99 (4,1%)     |
| Азијати           | 3 (0,1%)      | 22 (0,9%)     |
| Хиспаноамериканци | 660 (23,9%)   | 708 (29,0%)   |
| Укупно            | 2.762         | 2.444         |